# استفان ال. آلدر
استفان ال. آلدر (انگلیسی: Stephen L. Adler؛ زاده ۳۰ نوامبر ۱۹۳۹) یک دانشمند در زمینه فیزیک‌دان اهل ایالات متحده آمریکا است.